# Joe Dial
Joe Dial (Estados Unidos, 26 de octubre de 1962) es un atleta estadounidense retirado especializado en la prueba de salto con pértiga, en la que consiguió ser medallista de bronce mundial en pista cubierta en 1989.

## Carrera deportiva
En el Campeonato Mundial de Atletismo en Pista Cubierta de 1989 ganó la medalla de bronce en el salto con pértiga, con un salto por encima de 5.70 metros, tras los soviéticos Rodion Gataullin (oro con 5.85 metros) y Grigoriy Yegorov (plata con 5.80 metros).